# Ryan Stone
Ryan Stone (* 20. März 1985 in Calgary, Alberta) ist ein ehemaliger kanadischer Eishockeyspieler, der im Verlauf seiner aktiven Karriere zwischen 2001 und 2012 unter anderem 35 Spiele für die Pittsburgh Penguins und Edmonton Oilers in der National Hockey League (NHL) auf der Position des Centers bestritten hat. Darüber hinaus absolvierte Stone über 350 weitere Partien in der American Hockey League (AHL) und verbrachte eine Spielzeit bei den Hamburg Freezers in der Deutschen Eishockey Liga (DEL).

## Karriere

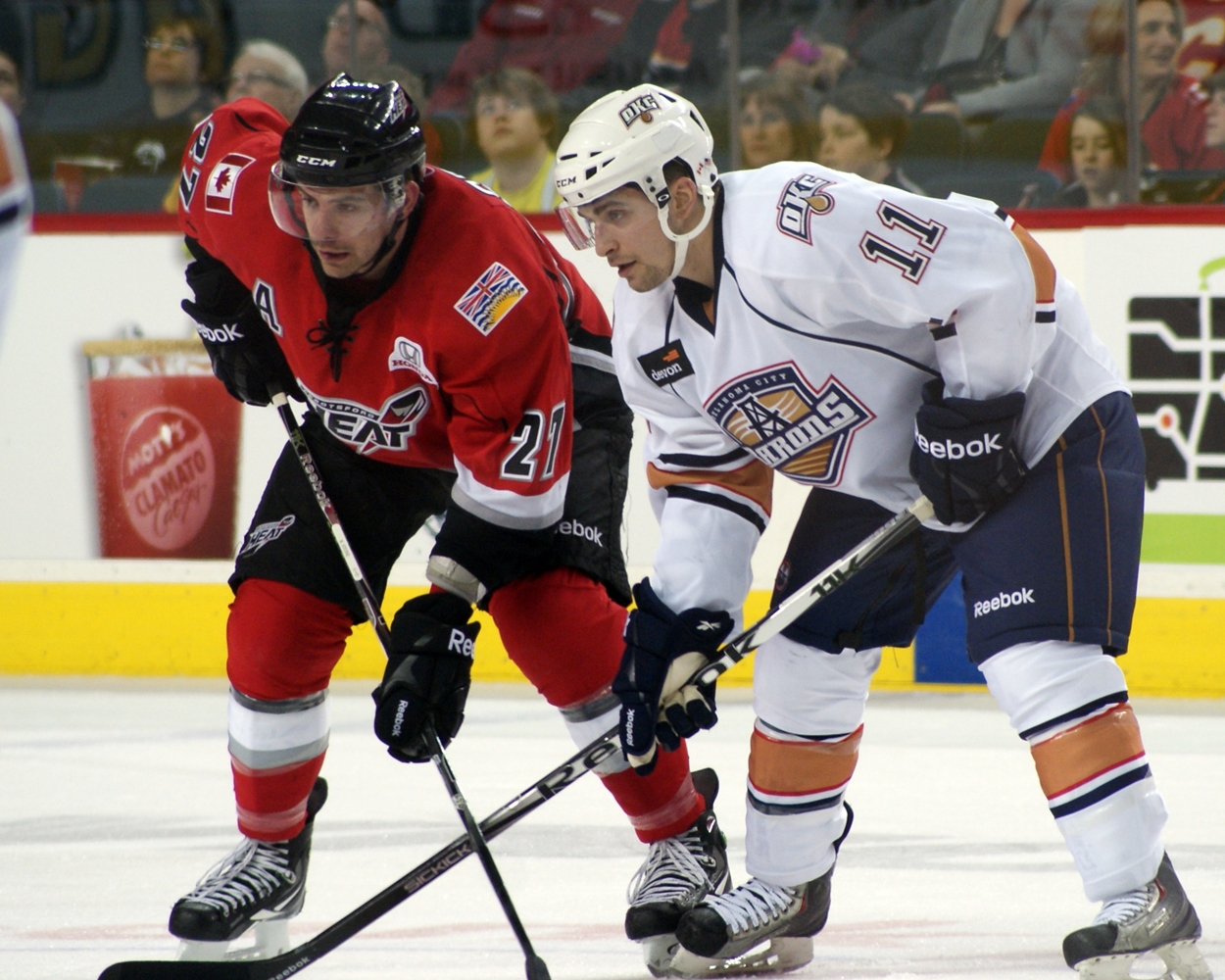
Stone (links) im Trikot der Abbotsford Heat (2011)

Ryan Stone begann seine Karriere als Eishockeyspieler bei den Brandon Wheat Kings, für die er von 2001 bis 2005 in der kanadischen Juniorenliga Western Hockey League (WHL) aktiv war. In diesem Zeitraum wurde der Angreifer im NHL Entry Draft 2003 in der zweiten Runde als insgesamt 32. Spieler von den Pittsburgh Penguins aus der National Hockey League (NHL) ausgewählt.
Nachdem er in seinen ersten beiden Jahren im Franchise Pittsburghs ausschließlich für deren Farmteam Wilkes-Barre/Scranton Penguins in der American Hockey League (AHL) aktiv gewesen war, gab er in der Saison 2007/08 sein Debüt für die Pittsburgh Penguins in der NHL. Dabei gab er in sechs Spielen eine Vorlage. In derselben Spielzeit erreichte der Linksschütze mit dem AHL-Farmteam das Finale um den Calder Cup, in dem er mit seiner Mannschaft den Chicago Wolves in der Best-of-Seven-Serie mit 2:4 unterlag. Die Spielzeit 2008/09 begann Stone sowohl bei Pittsburgh in der NHL als auch Wilkes-Barre/Scranton in der AHL, ehe er am 17. Januar 2009 zusammen mit Dany Sabourin und einem Viertrunden-Wahlrecht im NHL Entry Draft 2011 im Tausch für Mathieu Garon an die Edmonton Oilers abgegeben wurde. Bis Saisonende stand er jedoch ausschließlich für deren AHL-Farmteam Springfield Falcons auf dem Eis. In der Saison 2009/10 gehörte der Stürmer zum Kader der Oilers und kam auf 27 Einsätze. Im Juli 2010 wechselte Stone als Free Agent zu den Calgary Flames, wo er aber ausschließlich für deren Farmteam Abbotsford Heat in der AHL spielte.
Daher wechselte der Kanadier im Sommer 2011 in die finnische SM-liiga zu TPS Turku. Zwischen Dezember 2011 und April 2012 stand Stone bei den Hamburg Freezers aus der Deutschen Eishockey Liga (DEL) unter Vertrag und kam auf 23 Spiele. Nach der Saison beendete der 27-Jährige seine aktive Karriere.

## Erfolge und Auszeichnungen
- 2003 Teilnahme am CHL Top Prospects Game
- 2005 WHL East First All-Star-Team

## Karrierestatistik
(Legende zur Spielerstatistik: Sp oder GP = absolvierte Spiele; T oder G = erzielte Tore; V oder A = erzielte Assists; Pkt oder Pts = erzielte Scorerpunkte; SM oder PIM = erhaltene Strafminuten; +/− = Plus/Minus-Bilanz; PP = erzielte Überzahltore; SH = erzielte Unterzahltore; GW = erzielte Siegtore; 1 Play-downs/Relegation; Kursiv: Statistik nicht vollständig)